# Ashqelon nationalpark
Ashqelon nationalpark (hebreiska: Gan Le’ummi Ashqelon, גן לאמי אשקלון, פרק לאמי) är en nationalpark i Israel.   Den ligger i distriktet Södra distriktet, i den centrala delen av landet.